# 1311 Кнофія
1311 Кнофія (1311 Knopfia) — астероїд головного поясу, відкритий 24 березня 1933 року.
Тіссеранів параметр щодо Юпітера — 3,507.